# جون هوک
جون هَوِک (انگلیسی: June Havoc؛ ۸ نوامبر ۱۹۱۲ – ۲۸ مارس ۲۰۱۰) بازیگر کانادایی-آمریکایی بود. وی بین سال‌های ۱۹۱۸ تا ۱۹۹۰ میلادی فعالیت می‌کرد.
از فیلم‌هایی که وی در آن نقش داشته است، می‌توان به قرارداد شرافتمندانه، با عجله، سلام! و خواهر من آیلین اشاره کرد.